# Mandola

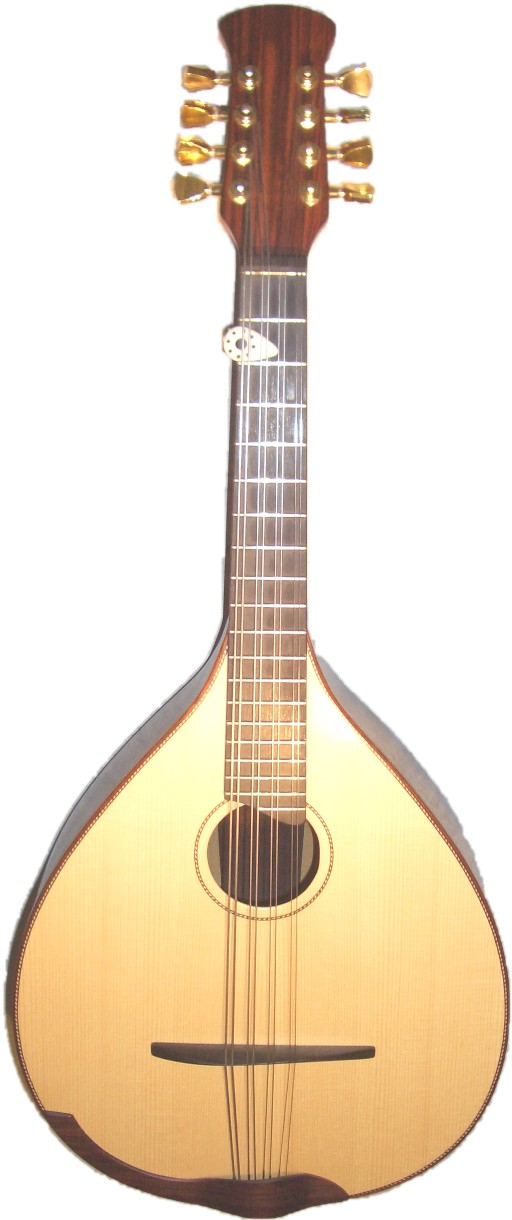
Mandola

Mandola patří do rodiny drnkacích nástrojů. Svou současnou podobu získala až v devatenáctém století jako součást mandolínových orchestrů a kvartet, je obdobou Violy, čemuž odpovídá i její ladění c-g-d'-a'. Vzhledově i zvukově je ale podobná jak některým starým cistrám, tak i mandorám. Mandoly se dnes prakticky nepoužívají a v Česku je jich poměrně málo. Výjimku najdeme opět u některých skupin historické hudby, které přeladěním do d-g-d'-g' získávají vítanou géčkovou pseudokvinternu.